# Ground Zero: In Your House
Ground Zero: In Your House è stata la diciassettesima edizione dell'evento in pay-per-view In Your House, prodotto dalla World Wrestling Federation. L'evento si è svolto il 7 settembre 1997 al Louisville Gardens di Louisville, Kentucky. È stato il primo pay-per-view della serie ad avere "In Your House" dopo il titolo principale. La tagline dell'evento è stata That's the Bottom Line....
Il match principale dell'evento fu Shawn Michaels contro The Undertaker, concluso senza un vincitore di fatto. L'altro match principale, fu quello per il WWF Championship tra il campione Bret Hart e lo sfidante The Patriot, vinto da Hart. Gli Headbangers (Mosh e Thrasher) vinsero il vacante WWF Tag Team Championship in un Four-way tag team elimination match, e Brian Pillman sconfisse Goldust. Come da stipulazione, la moglie e manager di Goldust (sia in storyline che nella vita reale) Marlena, divenne l'assistente personale di Pillman per 30 giorni.

## Storyline
La rivalità principale dell'evento fu quella tra Shawn Michaels e The Undertaker. A SummerSlam, durante il match per il WWF Championship tra Bret Hart e The Undertaker, Shawn Michaels (arbitro speciale della contesa) cercò di colpire Hart con una sedia, ma colpì inavvertitamente The Undertaker. Hart sconfisse Undertaker quando Michaels contò lo schienamento vincente. Nella puntata di Raw del 18 agosto, Michaels colpì di proposito The Undertaker con una sedia di acciaio durante un tag team match. Michaels continuò a causare problemi a The Undertaker interferendo nel suo match contro Hunter Hearst Helmsley nella puntata di Friday Night's Main Event del 5 settembre.
Un'altra rivalità predominane dell'evento fu quella per il WWF Championship tra il campione Bret Hart e lo sfidante The Patriot. In risposta della formazione dell'Hart Foundation (questa volta come stable anti-americana), The Patriot fece il suo debutto nella puntata di Raw del 14 luglio opponendosi contro Hart nel difendere gli Stati Uniti. The Patriot sconfisse Bret Hart nella puntata di Raw del 28 luglio, grazie all'aiuto di Shawn Michaels che distrasse Hart. Nella seguente puntata di Raw, Sgt. Slaughter fu introdotto come nuovo commissioner della WWF e ordinò a Hart di difendere il WWF Championship contro The Patriot a Ground Zero: In Your House.

## Risultati
| # | Risultati | Stipulazioni                                                       | Durata |
| - | --- | ------------------------------------------------------------------ | ------ |
| 1 | Brian Pillman ha sconfitto Goldust (con Marlena) | Single match                                                       | 11:06  |
| 2 | Brian Christopher ha sconfitto Scott Putski per countout | Single match                                                       | 04:45  |
| 3 | Savio Vega ha sconfitto Faarooq e Crush | Triple threat match                                                | 11:37  |
| 4 | Max Mini ha sconfitto El Torito | Single match                                                       | 09:21  |
| 5 | The Headbangers (Mosh e Thrasher) hanno sconfitto The Legion of Doom (Hawk e Animal), The Godwinns (Henry O. e Phineas I. Godwinn) e Owen Hart e The British Bulldog | Four-way elimination match per i vacanti WWF Tag Team Championship | 17:15  |
| 6 | Bret Hart (c) ha sconfitto The Patriot | Single match per il WWF Championship                               | 19:20  |
| 7 | Shawn Michaels vs. The Undertaker termina in un no contest | Single match                                                       | 16:20  |